# 芳村玲好
芳村 玲好（よしむら れいこ、1953年 - ）日本のジャーナリスト・作家 。東京都出身。桐朋学園大学音楽学部卒業。東京都立大学 (1949-2011)助手、新聞社、経済誌編集長を経て独立。

## 著作
- 『安岡正篤 人生は難題克服に味がある』 芳村玲好編著 三五館
- 『ニューグローヴ世界音楽大事典』 講談社
- 『私の長嶋茂雄』 共著 ベストブック発行
- 『世界のオカルト文学 幻想文学・総解説』 由良君美・監修 自由国民社

## マスコミへの出演
- TBS『おはようクジラ』 出演
- 「東京新聞」 掲載
- ラジオ 出演